# Гусман, Антонио Леокадио
Антонио Леокадио Гусман Агеда (исп. Antonio Leocadio Guzmán Águeda, Каракас, Венесуэла, 5 ноября 1801 — 13 ноября 1884, Каракас, Венесуэла.) 23-й Президент Венесуэлы, который был временным президентом Венесуэлы. Также был вице-президентом Венесуэлы. У него был сын тоже президент, Антоний Гусман Бланко.

## Биография
Родился 5 ноября 1801 года в Каракасе, Венесуэле. Его отцом был Хосефа Агеда Гарсия, мать Антонио де Мата Гусман. Отец был известен как капитан батальона Королевы, расквартированного в Каракасе.
20 января 1851 года стал временным президентом Венесуэлы, и 5 февраля 1851 года кончился срок президентства.
У него был сын Антонио Гусман Бланко (род. 1829 - 1899) и был биологическом отцом Сезара Зумета(1863 - 1955)